# ISSN

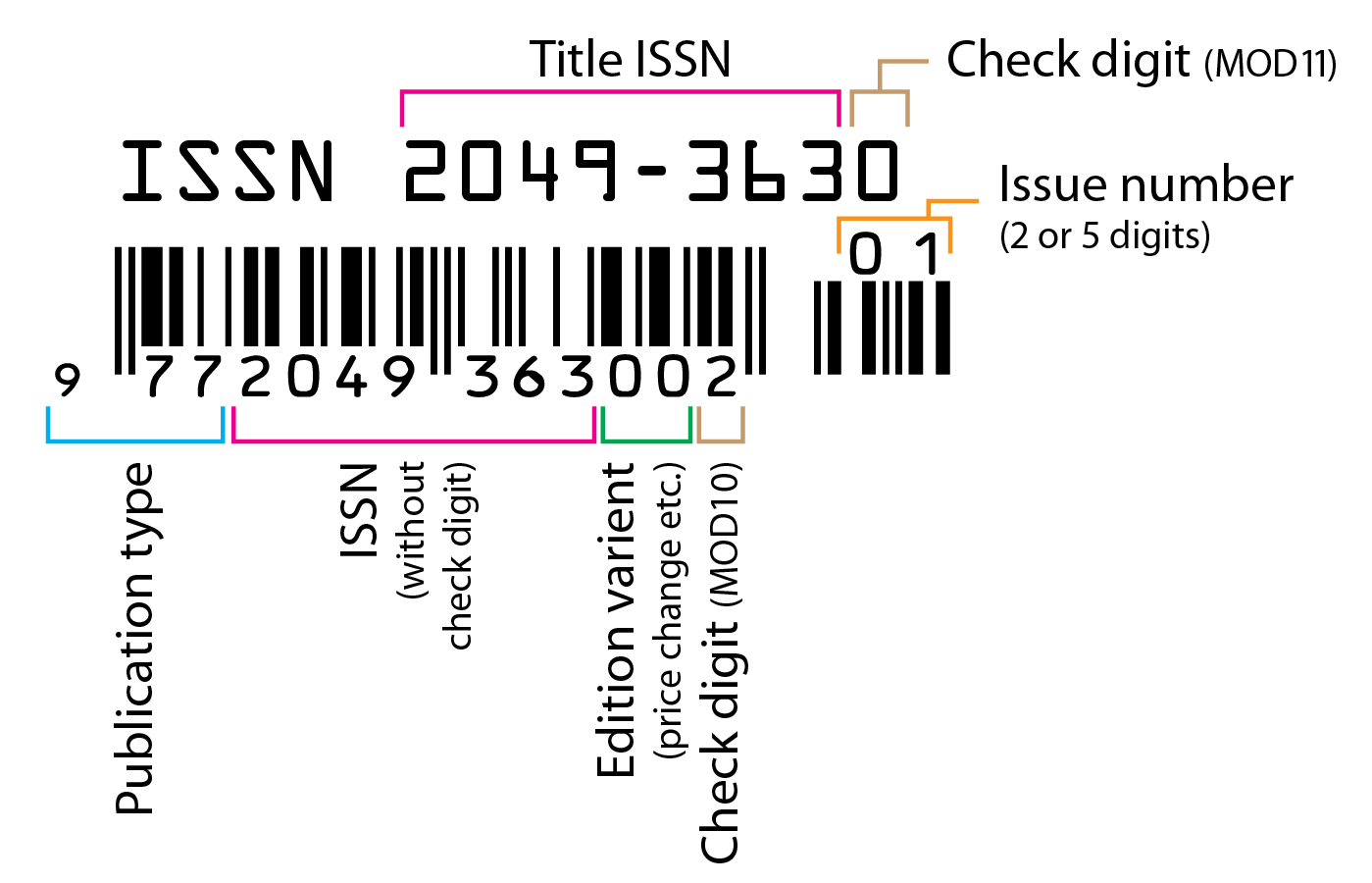
Az ISSN szerkezete

Az ISSN (International Standard Serial Number) az időszaki kiadványok nemzetközi azonosítója. Az időszaki kiadványok (periodikumok) lehetnek hírlapok, folyóiratok, sorozatok, évkönyvek, időről időre megjelenő kiadványok, például szakosított címtárak, konferenciaanyagok stb. A befejezettség szándéka nélkül indulnak és megjelenésük időtartamát előre nem határozzák meg. Megjelenhetnek nyomtatott formában, elektronikus hordozón (például DVD-n) vagy távoli eléréssel a világhálón. (Sorozatnak minősül az időszaki kiadvány akkor, ha mindig önálló, monografikus művek jelennek meg az egyes részegységekben, e műveket különböző szerzők írják, különböző címeik vannak.)

## ISSN igénylése
Az ISSN igényléséhez az alábbi dokumentumok benyújtására van szükség:
1. Másolat az induló időszaki kiadvány első számának/kötetének nyomdakészre szerkesztett
  - borítójáról.
  - előzéklapjáról,
  - belső címoldaláról,
  - kolofonoldaláról.
2. További kötelező adatok:
  - az időszaki kiadvány első számának/kötetének megjelenési időpontja,
  - különböző szerzőktől lesznek-e kötetek a sorozatban?
  - hosszú távra tervezett nyitott sorozat-e vagy előre meghatározott véges kötetszámú?
  - előbbi cím/jogelőd (Előzmény esetén annak címe és ha volt, ISSN-je.
  - kiadó (cég/magánszemély) neve és címe, esetleg egyéb elérhetősége (levelezési cím, telefon, honlap),
  - kapcsolattartó személy neve és telefonszáma, esetleg e-mail címe.

Ha nem áll rendelkezésre megfelelő információ a tervezett kiadványról, vagy a nyilvántartásba vételi szempontokat követve
előre kevéssé tisztázható kérdések merülnek fel, akkor az ISSN-t csak a kiadvány megjelenését követően, a beérkezett kötelespéldányok alapján állapítja meg az Országos Széchényi Könyvtár.

## Lásd még
- ISSN és annak igénylése